# Radu Negrea
Radu Negrea este un economist român, specialist în domeniul financiar-bancar. În prezent, el îndeplinește funcția de secretar general al Asociației Române a Băncilor.
A publicat mai multe cărți de beletristică economică. 

## Cărți publicate
- Moneda. De la scoicile-monedă la cecul electronic (Ed. Albatros, 1988)
- Banii și puterea (Ed. Humanitas, 1990)
- Spoliatorii (Ed. Aureus, 1991)